# Chrysophyllum eximium
Chrysophyllum eximium – gatunek drzew należących do rodziny sączyńcowatych. Występuje w Ameryce Południowej, na terenie Brazylii, Surinamu i Gujany Francuskiej.